# Матчи сборной Российской империи по футболу 1910
Первые зафиксированные в статистике матчи Сборной России, которые при этом носили неофициальный характер, были проведены в 1910 году. Всего состоялась два матча, данные которых не были внесены в реестр РФС, однако касательно них остались некоторые исторические свидетельства. В качестве сборной России в первом матче выступала сборная Санкт-Петербурга, а во втором сборная Москвы. Оба матча состоялись против команды под названием «Коринтианс», которая на тот момент представляла сборную Богемии из Праги. Оба товарищеских матча состоялись в октябре 1910 года, 16 и 23 числа соответственно.
Многие европейские клубы, которые в те времена совершали международные турне, брали для себя на временной основе новые названия. Сложившуюся традицию решили также поддержать и футбольный клуб из Праги. В команде «Коринтианс» играли футболисты «Славии», которая уже тогда получила свою известность. Игровая форма гостей состояла из рубашек с продольными неширокими красными и белыми полосами, а также белых трусов. Аналогичная форма в тот момент была и у пражской Славии.

## Неофициальные игры сборной
Товарищеский матч
| 16 октября, 1910 | \| Российская империя (Сборная Санкт-Петербурга по футболу) \| 5 : 4 (2 : 3) \| Коринтианс \| \| Никитин (1:0) Никитин (2:3) Никитин (3:3) Филиппов (4:4) Никитин (5:4) \| Голы \| Медек (1:1) Буковски (1:2) Медек (1:3) Ян (3:4) \| | Стадион: Поле футбольного клуба «Спорт», Санкт-Петербург Зрителей: 4 500 Судья: Г. Хартли |
| Россия: Пётр Нагорский, Пётр Соколов, Сергей Латонин, Алексей Уверский, Никита Хромов, Александр Кушель, Иван Егоров, Александр П. Филиппов (к), Александр Данкер, Григорий Никитин, Александр Иванов Коринтианс: Хейда, Штрымпл, Р. Веселы (к), Чех, Буковски, Франя, Коваржик, Йозеф Бенеш, Медек, Выхнановски, Ян Зденек | |                                                                                           |
| Российская империя (Сборная Санкт-Петербурга по футболу) | 5 : 4 (2 : 3) | Коринтианс                                                                                |
| Никитин (1:0) Никитин (2:3) Никитин (3:3) Филиппов (4:4) Никитин (5:4) | Голы | Медек (1:1) Буковски (1:2) Медек (1:3) Ян (3:4)                                           |

Товарищеский матч
| 23 октября, 1910 | \| Российская империя (Сборная Москвы по футболу) \| 1 : 0 (0 : 0) \| Коринтианс \| \| Ньюман \| Голы \| \| | Стадион: Поле футбольного клуба «ЗКС», Москва Зрителей: 3 000 Судья: Д. Белл |
| Россия: Н. Гебхард, В. Эллисон, Артур Паркер, Д. Ланн, Михаил Ромм, Яков Чарнок, Фёдор Розанов, Г. Уайтхед, Гарри Ньюман (к), Вильям Чарнок, Гилберт Трипп Коринтианс: Хейда, Штрымпл, Р. Веселы (к), Чех, Буковски, Франя, Коваржик, Йозеф Бенеш, Медек, Выхнановски, Ян Зденек | |                                                                              |
| Российская империя (Сборная Москвы по футболу) | 1 : 0 (0 : 0)                                                                                               | Коринтианс                                                                   |
| Ньюман | Голы |                                                                              |